# Gamasomorpha maschwitzi
Gamasomorpha maschwitzi Wunderlich, 1995 è un ragno appartenente alla famiglia Oonopidae.

## Biologia
Questo ragno è mirmecofilo, cioè vive in associazione con le formiche; in particolare sono stati rinvenuti esemplari all'interno dei nidi di Leptogenys processionalis distinguenda Emery, 1887; è stato notato che imita anche i segnali chimici delle formiche, ne segue i percorsi migratori e riesce anche a costruire tele all'interno dei nidi

## Distribuzione
La specie è stata reperita in alcune località della Malaysia.

## Tassonomia
Al 2012 non sono note sottospecie e dal 1999 non sono stati esaminati nuovi esemplari.